# Nikołaj Skomorochow
Nikołaj Michajłowicz Skomorochow (ros. Никола́й Миха́йлович Скоморо́хов, ur. 19 maja 1920 we wsi Łapot´ w obwodzie saratowskim, zm. 14 października 1994 w Monino) – radziecki lotnik, as myśliwski, marszałek lotnictwa, dwukrotny Bohater Związku Radzieckiego (1945).

## Życiorys
Od grudnia 1940 w Armii Czerwonej, 1942 skończył wojskową szkołę lotniczą w Batajsku, od grudnia 1942 na froncie, w marcu 1943 odniósł pierwsze zwycięstwo w walce powietrznej. Walczył w składzie 5 i 17 Armii Lotniczej na Froncie Kaukaskim, Północnokaukaskim, Południowo-Zachodnim i Ukraińskim. Uczestnik walk o wyparcie Niemców z Kaukazu, Ukrainy, Mołdawii, Rumunii, Bułgarii, Jugosławii, Węgier i Czechosłowacji oraz w zdobyciu Wiednia. W bitwie o Budapeszt zestrzelił 2 samoloty z Brylantowej Eskadry, poza tym wielokrotnie zestrzeliwał po 2 lub 3 samoloty w jednej bitwie. Łącznie w czasie wojny wykonał 605 lotów bojowych, brał udział w ponad 130 walkach, osobiście zestrzelił 46 samolotów i 8 w grupie, a na ziemi zniszczył 3 bombowce wroga. 23 lutego 1945 otrzymał tytuł Bohatera Związku Radzieckiego; 18 sierpnia 1945 nadano mu ten tytuł po raz drugi. Po wojnie ukończył Akademię Wojskową im. Frunzego w Moskwie i Akademię Sztabu Generalnego. Był deputowanym do Rady Najwyższej ZSRR. Dowódca 1 Myśliwskiej Dywizji Lotniczej, zastępca dowódcy i dowódca myśliwskiego korpusu lotniczego, 1973-1988 komendant Wojskowej Akademii Powietrznej im. Gagarina, w latach 1988-1992 wojskowy inspektor-doradca Grupy Generalnych Inspektorów Ministerstwa Obrony ZSRR/Rosji. Uczestnik parady z okazji 40. rocznicy zwycięstwa w wielkiej wojnie ojczyźnianej w 1985, na której otrzymał honorowe prawo niesienia czerwonego sztandaru zwycięstwa. W 1994 zginął w wypadku drogowym. Pochowany na Cmentarzu Nowodziewiczym w Moskwie.

## Odznaczenia i wyróżnienia
- Złota Gwiazda Bohatera Związku Radzieckiego (dwukrotnie w 1945)
- Order Lenina (1945)
- Order Rewolucji Październikowej (1980)
- Order Czerwonego Sztandaru (pięciokrotnie)
- Order Aleksandra Newskiego (1944)
- Order Wojny Ojczyźnianej I klasy (dwukrotnie – 1944 i 1985)
- Order Czerwonej Gwiazdy (1956)
- Order „Za służbę Ojczyźnie w Siłach Zbrojnych ZSRR” II klasy (1988)
- Order „Za służbę Ojczyźnie w Siłach Zbrojnych ZSRR” III klasy (1975)
- Medal „Za zasługi bojowe” (1951)
- Medal 100-lecia urodzin Lenina
- Medal „Za obronę Kaukazu”
- Medal „Za zdobycie Budapesztu”
- Medal „Za zdobycie Wiednia”
- Medal „Za wyzwolenie Belgradu”
- Medal „Za zwycięstwo nad Niemcami w Wielkiej Wojnie Ojczyźnianej 1941–1945”
- Medal „Za nienaganną służbę”
- Medal „Weteran Sił Zbrojnych ZSRR”
- Tytuł Zasłużonego Lotnika Wojskowego ZSRR
- Order Partyzanckiej Gwiazdy (Jugosławia)